# Göhren (bei Crivitz)
Göhren (bei Crivitz) este o comună din landul Mecklenburg-Pomerania Inferioară, Germania.